# Lophanthera hammelii
Lophanthera hammelii är en tvåhjärtbladig växtart som beskrevs av W.R. Anderson. Lophanthera hammelii ingår i släktet Lophanthera och familjen Malpighiaceae. Inga underarter finns listade i Catalogue of Life.